# 淮军公所
淮军公所，位于中国河北省保定市莲池区环城西路东，为保定市的一个全国重点文物保护单位，类型为近现代文物，公布时间为2013年5月。
淮军公所的历史年代为清代。